# Anthyllis onobrychoides
Anthyllis onobrychoides är en ärtväxtart som beskrevs av Antonio José Cavanilles. Anthyllis onobrychoides ingår i släktet getväpplingar, och familjen ärtväxter. Inga underarter finns listade i Catalogue of Life.